# Montezuma (Ohio)
Montezuma es una villa ubicada en el condado de Mercer en el estado estadounidense de Ohio. En el Censo de 2010 tenía una población de 165 habitantes y una densidad poblacional de 517,94 personas por km².

## Geografía
Montezuma se encuentra ubicada en las coordenadas 40°29′22″N 84°32′59″O / 40.48944, -84.54972. Según la Oficina del Censo de los Estados Unidos, Montezuma tiene una superficie total de 0.32 km², de la cual 0.3 km² corresponden a tierra firme y (5.69%) 0.02 km² es agua.

## Demografía
Según el censo de 2010, había 165 personas residiendo en Montezuma. La densidad de población era de 517,94 hab./km². De los 165 habitantes, Montezuma estaba compuesto por el 99.39% blancos, el 0% eran afroamericanos, el 0% eran amerindios, el 0% eran asiáticos, el 0% eran isleños del Pacífico, el 0% eran de otras razas y el 0.61% pertenecían a dos o más razas. Del total de la población el 1.21% eran hispanos o latinos de cualquier raza.